# Джавадов, Ага Гусейн Халил оглы
Ага Гусейн Халил оглы Джавадов (азерб. Ağahüseyn Xəlil oğlu Cavadov; 4 мая 1894 — 20 июня 1981) — азербайджанский советский актёр, Народный артист Азербайджанской ССР (1938).

## Биография
Родился 22 апреля 1894 года в селе Хырдалан.
Сценическую деятельность начал в 1921 в Бакинском свободном сатир-агиттеатре.
В 1925—1933 — актёр Бакинского тюркского рабочего театра.
В 1933—1938 — актёр Кировабадского театра
В 1938—1942 — актёр Азербайджанского театра музыкальной комедии.
С 1942 — актёр Азербайджанском драматическом театре им. Азизбекова.
Играл характерные, бытовые роли. Созданные им образы отличаются своеобразием, ярким колоритом и сочной комедийностью, сатирической направленностью. Мастер эпизодических ролей.

## Награды и звания
- Народный артист Азербайджанской ССР (04.11.1938)
- Заслуженный артист Азербайджанской ССР (23.05.1931)
- орден Трудового Красного Знамени (09.06.1959)
- Два ордена Знак Почёта (27.04.1940, «в ознаменование 20-й годовщины освобождения Азербайджана от ига капитализма и установления там советской власти, за успехи в развитии нефтяной промышленности, за достижения в области подъёма сельского хозяйства и образцовое выполнение строительства Самур-Дивичинского канала»; 22.07.1949)

## Творчество

### Театральные работы
- «Везир Ленкоранского ханства» Ахундова — Хан
- «Не та, так эта» Гаджибекова — Мешади Ибад
- «Аршин мал алан» Гаджибекова — Султанбеков
- «Махаббет» Ибрагимова — Мемешев
- «Хаят» Ибрагимова — Джалал
- «Алмас» Джабарлы — Оджаггули
- «Яшар» Джабарлы — Нияз
- «В 1905 году» Джабарлы — Имамверди
- «Свадьба» Рахмана — Муса
- «Счастливица» Рахмана — Берберидзе
- «Невеста» Рахмана — Мирза Солтан
- «Тавриз туманный» Ордубады — Тагибек
- «Без вины виноватые» А. Н. Островского — Шмага

### Фильмография
- 1955 — Встреча — Абульфас
- 1955 — Любимая песня — Рза
- 1957 — Под знойным небом — Пири-оглы
- 1959 — Тайна крепости — гадальщик
- 1963 — Где Ахмед? — Ахмед-мастер
- 1964 — Волшебный халат — Главный везирь
- 1966 — Следствие продолжается — Гасан
- 1968 — Красавицей я не была
- 1969 — Хлеб поровну — дедушка
- 1977 — Гариб в стране джиннов — Гарашал